# Volkmar Denckmann
Volkmar Ulrich Heinz Denckmann (* 20. Juli 1905 in Siegen; † 11. November 1979 in Berlin) war ein deutscher Botaniker, der an der Pädagogischen Hochschule Berlin lehrte.

## Leben
Denckmann wurde in Siegen in Westfalen geboren, von wo aus sein Vater, Professor Dr. August Denckmann, während des Sommers Forschungsarbeiten in landesgeologischer Geländearbeit unternahm. Mit seiner Familie kehrte der Vater jedes Jahr zu Beginn der kalten Jahreszeit nach Berlin zurück. In Berlin-Steglitz besuchte Denckmann von 1912 bis 1924 das Paulsen-Realgymnasium. 1920 wurde ihm dort der Schulgarten anvertraut, den er eigenverantwortlich plante und einrichtete, so dass dessen Grundriss 1928 in Martin Herbergs Buch „Der Schulgarten“ aufgenommen wurde. Seine botanischen Kenntnisse erweiterte er nach dem Abitur 1924 in der Gärtnerei von Karl Foerster in Bornim bei Potsdam.
Im Wintersemester 1924/25 begann er mit dem Studium in Berlin; dort zählte er die Professoren Richard Kolkwitz und Ludwig Diels (Botanik), Hesse (Zoologie) und Krebs (Geologie) zu seinen Lehrern. Im Sommersemester 1926 ging er für vier Semester nach Marburg. Als er beide Eltern verlor, half ihm eine Tante das Studium in Berlin fortzusetzen. 1930 bestand er das Staatsexamen für das Lehramt an höheren Schulen in Biologie, Erdkunde und Geologie. In seiner Referendars- und Assessorenzeit besorgte er nebenbei für die Vorlesungen von Kolkwitz Demonstrationspflanzen aus dem Umland. Er betätigte sich im Botanischen Museum, legte Moos-Sammlungen an und wurde seitdem als „Mooskenner“ geschätzt.
Im Krieg wurde Denckmann als Landesschütze und Wehrgeologe eingesetzt. 1941 erreichte ihn die Nachricht von seiner Anstellung als Studienrat. Anschließend wurde er als wissenschaftlicher Mitarbeiter an das Kaiser-Wilhelm-Institut für Kulturpflanzenforschung in Wien versetzt, das im Winter 1944 nach Stecklenberg am Harz verlagert wurde. Monate später erfuhr er, dass seine botanischen Sammlungen zu Hause und die Anfänge seiner Dissertation im Botanischen Museum durch Bomben zerstört worden waren. Ab Herbst 1945 unterrichtete er an der Lilienthal-Oberschule in Lichterfelde, hielt Lehrgänge für Neulehrer ab und führte wie schon 1936 Lehrwanderungen an der Volkshochschule Steglitz durch. Im Herbst 1947 berief ihn die Pädagogische Hochschule Berlin. 1953 wurde ihm die Amtsbezeichnung Professor verliehen, a.o. Prof. 1963, und o. Prof. 1970. 1973 wurde Denckmann emeritiert.

## Wirken
Die Botanik vertrat er 25 Jahre lang allein. Er baute in der Botanik einen viersemestrigen Zyklus auf, der in seinem Umfang dem Nebenfach an der Universität entsprach. In Relation zum Gesamtumfang der in den Rahmenbedingungen veränderten Studienanforderungen wurden später erhebliche Einschränkungen notwendig. Als Reaktion auf gestiegene Studentenzahlen bot Denckmann Parallelveranstaltungen an. Dabei wollte er nach wie vor Begeisterung und Liebe zur Sache wecken. Auf Anregungen aus der Studentenschaft ging er ein: Beispielsweise veränderte er den Vorlesungstitel seiner seit Anfang gehaltenen Einführung „Pflanzenkleid der Heimat“ ab Sommersemester 1970 wegen studentischen Protestes gegen das Wort „Heimat“ in „Pflanzen um uns“. Die ökologischen Einpassungen der Blütenpflanzen in die Vegetation und die Pflanzengeographie bezog er in seine Vorlesungen mit ein. Neben den Praktika systematischer Richtung achtete er auf die botanisch-mikroskopischen Übungen.
Fast jedes Wochenende konnte man bei Denckmann an Führungen oder Exkursionen teilnehmen. In jedem Semester bot er botanische Lehrwanderungen und Beobachtungen im Schulgarten oder Botanischen Garten an. Schon während der ersten großen Nachkriegsexkursionen, bei denen er auch die Verpflegung der Gruppe organisierte, lehrte er die mannigfaltigen naturwissenschaftlichen und kulturgeschichtlichen „Zusammenhänge mit offenen Augen zu sehen, wie es nur selten Universitätsexkursionen leisten.“ Auf den offiziellen PH-Exkursionen und den Reisen in Mitteleuropa, die oft gemeinsam mit Geographen durchgeführt wurden, ergab sich eine umfangreiche botanische Sammeltätigkeit.
Mit anderen Biologie-Dozenten hat Denckmann auch interdisziplinäre Lehrveranstaltungen angeboten, so zum Beispiel mit dem Mathematik-Professor Meschkowski und anderen zum Thema „Das Welt- und Menschenbild der modernen Naturwissenschaft“. Eine zusätzliche Lehrtätigkeit entfaltete er auch in anderen Institutionen: Für Studenten der Landvermessung las er an der Technischen Universität Berlin regelmäßig im Lehrauftrag eine kulturtechnische Botanik; er prüfte dort im Vordiplom. Die Vorträge und Lehrwanderungen in der Volkshochschule Steglitz, im Volksbund Naturschutz, in der Schutzgemeinschaft Deutscher Wald und im Botanischen Verein der Provinz Brandenburg, dessen Vorsitz er seit 1956 innehatte, behielt er bei. Er war jahrelang als Sachverständiger beim Berliner Naturschutzbeauftragten tätig und betreute als Schriftführer die Berichte der Deutschen Botanischen Gesellschaft.
Sein Privatleben und die Berufstätigkeit hatten vielerlei Kontakte: So traf sich traditionell bei ihm dreimal im Jahr eine große Gästeschar aus dem Freundes- und Akademiker-Kreis. Als Zeichen ihrer Dankbarkeit widmeten ihm 17 Dozenten des Biologie-Fachbereichs zu seinem 70. Geburtstag eine Festschrift. Nach der Emeritierung lehrte er weiter. Schwer krank vermittelte er noch in der vorletzten Woche seines Lebens die Beobachtungen im Botanischen Garten. Manche Eindrücke seines Lebens für Forschung und Lehre brachte er in die Form dichterischer Zeilen, die er im Rahmen der Sitzung des Biologie-Kollegiums vortrug.

## Publikationen (Auswahl)
- Moose, zu wenig beachtete Pflanzen der Heimat, in: Berl. Naturschutzblätter 12 (1960), S. 234–238.
- Gedichte, in: Berl. Naturschutzbl. 11, 1960, S. 189–210.
- (mit Wolfram Schultze-Motel): Beiträge zur Kenntnis der Moosflora des Harzes I. Orthodonium lineare (= O. germanicum) – neu für den Harz. in: Verh. Bot. Ver. Prov. Brandenburg 101, 1964, S. 85f
- Schulgartenprobleme, in: Berl. Naturschutzbl. 25, 1965, S. 541–544.